# Changaa

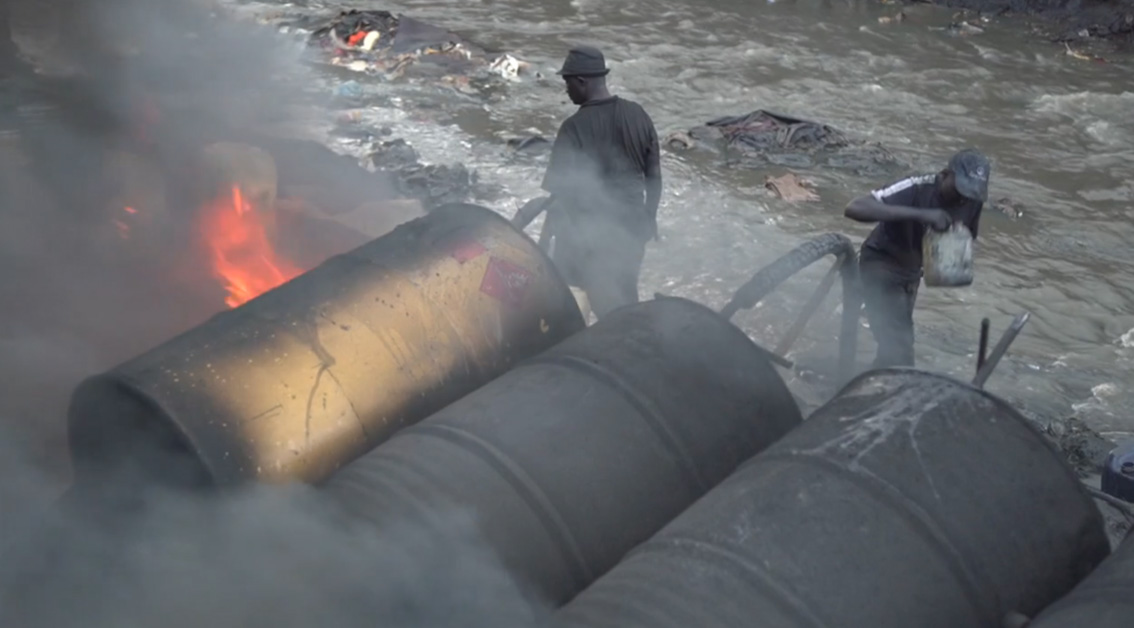
Changaa-Produktion im Slum Mathare in Nairobi

Changaa oder Chang'aa ist eine traditionelle, selbst gebraute, bis 2010 illegale Spirituose, die hauptsächlich in Kenia hergestellt und konsumiert wird.

## Herstellung
Changaa wird durch Fermentation und Destillation aus Hirse, alternativ aus Mais oder Sorghum, hergestellt. Weitere Grundzutaten sind Wasser und Zucker. Der Alkoholgehalt von Changaa liegt zwischen 28,3 % und 56,7 %.

## Gesundheitliche Risiken
Das zur Herstellung genutzte Wasser ist nach einem Bericht aus Nairobi in den dortigen Mathare-Slums häufig durch Fäkalien, Kondome, Damenbinden, Unterwäsche, Industrieabwässer, verwesende tote Ratten, Katzen, Hunde und Schweine verunreinigt. Zusätzlich wird Changaa häufig im Herstellungsprozess mit Leichenbalsamierungsflüssigkeit, Kerosin, Batteriesäure, Formaldehyd, Düngemittel, Sisalsaft oder Methanol versetzt, um die Wirkung zu verstärken. So gelangen zusätzlich Blei, Kupfer, Quecksilber, DDT und Kobalt in das Getränk. Deshalb ist Changaa für zahlreiche Nebenwirkungen bekannt, insbesondere für:
- Erblindung
- Zahnausfall
- Reizung der Atemwege
- Verbrennungen in Mund und Rachen
- Verbrannte Haut um den Mund
- Löcher im Magen
- Übelkeit
- Erbrechen
- Durchfall
- Verdorbener Magen
- Magengeschwüre
- Perforation in der Speiseröhre und im Magen
- Schädigung der Leber
- Schwächung des Immunsystems
- Beeinträchtigte Kognition
- Sedierung und Schläfrigkeit
- Plötzlicher Tod[3][6][7]

Trotzdem wird Changaa, bei Erwachsenen wie auch Kindern, von Teilen der armen Bevölkerung Kenias als „Medikament“ gegen Malaria, Typhus, Grippe und Parasiten eingesetzt.

## Vertrieb
Der Handel und die Herstellung wird von den Gangs der Taliban der Luo aus dem Slum Mathare (die eine christliche Miliz sind, ohne jegliche Verbindung zu den afghanischen Taliban) und Mungiki kontrolliert, die landesweite mafiöse Strukturen bilden und in zahlreiche Verbrechen, bis hin zu Polizistenmorden, involviert sind.
Im Jahr 2018 stammten 60 % des konsumierten Alkohols in Kenia aus illegalen Brennereien.
Die Getränke werden häufig in bereits benutzte Flaschen oder Dosen abgefüllt. Es werden immer wieder Fälle bekannt, in denen illegal in Flaschen anderer Spirituosen-Marken abgefüllter Changaa in Bars verkauft wurde.
Changaa kostet zwischen 15 KSh (0,11 €, 2023) und 20 KSh (0,15 €) pro Glas im Vergleich zu 180 KSh (1,35 €) für eine Flasche Bier und ist deswegen besonders in den kenianischen Slums bei Jugendlichen beliebt.
Besonders während der Covid-19-Pandemie stieg der Changaa-Konsum, aufgrund der landesweiten Schließung der Bars, drastisch an.
Ein kenianischer Prostitutions- und Changaa-Ring wurde ebenso 2018 in Saudi-Arabien enttarnt.
Wie der kenianische Außenminister Alfred Mutua anlässlich einer Ansprache 2023 bekannt gab, gab es unter kenianischen Migranten in der Golfregion Todesopfer nach Changaa-Konsum.

## Soziale Auswirkungen
Der Changaa-Missbrauch führt immer wieder zu häuslicher Gewalt, Scheidung, Arbeitslosigkeit, frühen Schwangerschaften, Todesfällen, Krankheiten, Prostitution und dadurch HIV-lnfektionen, Schulabbruch, familiärer Instabilität und Kriminalität.
In den Changaa-Dens in den Slums von Nairobi, den Hütten, in denen Changaa produziert und verkauft wird, hat sich Kinderprostitution etabliert. Die minderjährigen Kellnerinnen werden von den Betreibern zur Prostitution angehalten und erhalten hierfür etwa 50 ksh (0,50 USD) von ihren Kunden. Hiervon müssen sie 10 ksh (0,10 USD) an den Betreiber zahlen, der hiermit de facto als Zuhälter agiert. Ein weiterer Effekt ist, dass diese Mädchen Hauptüberträger für AIDS-Neuansteckungen in Kenia geworden sind. Ein Fall, in dem die kenianische Polizei erfolgreich ermittelte, führte dazu, dass die Sex-Arbeiterinnen zu 30.000 ksh wegen „unmoralischen Herumlungerns“ bzw. 2 Monaten Haft und die Betreiber zu Geld- bzw. Haftstrafen wegen illegalen Brennens verurteilt wurden. Das Thema Zuhälterei wurde nicht verhandelt.

## Ursprung des Namens
Wörtlich übersetzt bedeutet das Swahili-Wort „töte mich schnell“. Der Name Changaa entstand angeblich in den 1950er Jahren, als Oyuga Muganda, ein Polizeibeamter in Kisumu, die Geschichte erzählte, wie Pelele (traditioneller hausgemachter kenianischer Schnaps) zu dem Namen Changaa kam: Frauen aus dem Umland von Kisumu brachten früher frische Milch in Töpfen aus den Dörfern, um sie an die Einwohner von Kisumu zu verkaufen. Die Kolonialregierung hatte den Verkauf von lokalem Schnaps (Pelele) verboten, und so trugen die Frauen, die Milch transportierten, auch Pelele, getarnt als Milch. Eines Tages hielt ein weißer Polizist, der einen Hinweis auf den illegalen Handel mit Pelele erhalten hatte, die Milchverkäuferinnen auf der Straße an, um ihre Töpfe mit „Milch“ zu untersuchen. In einem der Töpfe befand sich Pelele und nicht Milch. Der Polizist ließ alle Töpfe am Straßenrand aufstellen und fragte in Swahili: „Maziwa ya nani?“ (deutsch: „Wessen Milch ist das?“). Ein Dolmetscher wiederholte in Dholuo „Ma Chag ng'a?“ („Wessen Milch ist das?“). Daraufhin beschuldigte der Polizist die Frauen, „Chang'aa“ zu transportieren und zu verkaufen. Dieses Wort bürgerte sich in Kenia ein.